# Fomento del Trabajo
Fomento del Trabajo (revista mensual órgano de la Sociedad del mismo nombre, de Villanueva y Geltrú) va ser una revista de periodicitat mensual publicada pel Fomento del Trabajo de Vilanova i la Geltrú entre el 1906 i el 1907.

## Naixement
Es va començar a publicar el maig de 1906 i va finalitzar el setembre de 1907, deixant darrere seu un total de 17 números. La majoria dels textos que hi apareixen són en castellà, tot i que també hi apareix algun en català.
Les condicions de subscripció a la revista, que apareixien a cada portada, es caracteritzaven per la gratuïtat per als senyors socis. Per als que no eren socis, un any costava a Espanya 4 pessetes i als de fora del país, 6 francs.

Al primer número de la revista, van publicar els seus propòsits dels quals cito un fragment: 
| « | Desde que se constituyó la Sociedad Fomento del Trabajo de Villanueva fue uno de nuestros propósitos fundar una revista que llevase á la opinión de nuestra villa querida la expresión del modo de sentir y de pensar de nuestros asociados, que diese cuenta y exteriorizase la constante labor que en su seno se realiza, que de manera sencilla y modesta, cual nos corresponde, guiase á nuestros conciudadanos al logro de sus ideales de paz y de trabajo; que estimulase las decaídas energías de todos y que su labor, labor meditada con orientaciones definidas, hermanase las energías de todos, en especial las de aquellos pocos pero esclarecidos villanoveses que por la regeneración de este pueblo se desviven. | » |

Els objectius d'aquesta revista són la regeneració, el progrés i l'enfrontament al decaïment moral. A més, no tenen cabuda ni els interessos polítics ni els de classes. La revista forma part de la premsa industrial.

## Història
Els temes principals que tracta aquesta revista són l'economia i la indústria. Els seus textos parlen sobre aspectes molt diversos com els aranzels, el renaixement econòmic i mercantil, el comerç i l'economia espanyola, les indústries i els obrers, els nous impostos, l'enllumenat, els ferrocarrils o el conflicte del Marroc. Però, tot i això, el tema que els engloba a tots és l'interès de tota la societat espanyola en els aspectes econòmics tractats.
Els textos en català, normalment escrits per Teodor Creus i Corominas, parlen sobre l'agricultura i el conreu de l'oliva i de la vinya, així com de la seva crisi.
A cada número, hi ha diferents textos que canvien, així com els seus autors, però hi ha tres seccions que són sempre les mateixes i que no varien mai: Crónica General, Sección Oficial i Publicaciones Recibidas. A més, el primer article que apareix sempre a cada exemplar de la revista és normalment una nota de la redacció: un agraïment, una crida d'atenció o un escrit dedicat a una persona cèlebre.
- Crónica General: En aquest apartat de la revista, els periodistes es dediquen a fer cròniques sobre actes i conferències que ells mateixos cobreixen i que creuen d'interès per als seus lectors.
- Sección Oficial: En aquesta secció es publiquen els acords i decisions que pren la Junta Directiva de Fomento del Trabajo i els avenços que obtenen com a Societat.
- Publicaciones Recibidas: En aquest apartat es citen totes les publicacions que tenen com a destí la Biblioteca de la mateixa Societat, però que serveixen per remetre autors o editors.

Tot i això, en aquesta revista també destaquen diverses singularitats que són dignes d'estudi. En acabar el primer any (1906), van fer un sumari de tots els exemplars publicats anteriorment. Els redactors van fer un resum d'unes 4 línies de cada número.
Al número 11, van publicar Informacions Industrials de Pirelli & C, fàbrica espanyola de fils i cables elèctrics de Vilanova i la Geltrú. També, a partir d'aquest número fins a l'últim, van publicar el que s'anomena Hoja Astronómica y Metereológica on informaven als lectors sobre el temps i els planetes.
Als dos últims números, van publicar un opuscle o fulletó anomenat Influencia de la Sociedades Economicas que tracta sobre un certamen de l'Ateneu.

## Final
Malgrat els governs liberals radicals, malgrat els períodes revolucionaris, la classe emergent, la burgesia -especialment la catalana-, la que podia controlar els periòdics i l'opinió que en desprenien, demostra la seva incapacitat per establir la dominació social i política que pretenia. Els seus esforços per construir un ordre alternatiu a l'Antic Règim no van resultar del tot reeixits. Els industrials catalans intentarien aprofitar el naixement del periodisme polític, el que des de les seves pàgines defensava l'interès dels personatges, famílies o grups, per influir en les polítiques que feien els governs de Madrid, si bé sense gaire èxit. Per als partits polítics, la premsa tenia una gran importància en considerar-la una arma de combat i una manera d'influir en l'opinió pública.
És clar que cal tenir present, però, que Barcelona i Catalunya van viure en una situació de quasi permanent estat de guerra i censura gràcies als poders de què disposaven els capitans generals. I, també gairebé sempre, amb el suport declarat o no per part dels fabricants, que cercaven pau i ordre per poder controlar l'incipient moviment obrer, que posava en qüestió les relacions socials establertes.
A l'últim número que es va publicar de la revista, no hi apareix cap justificació ni aclariment de per què es finalitza la seva publicació. Però, probablement les eleccions del 1907 guanyades pel Partit Conservador d'Antoni Maura i les diverses publicacions de la revista posant en dubte la capacitat del Govern de millorar l'economia espanyola i, sobretot, l'última publicació de la revista posicionant-se en contra del conflicte del Marroc, van influir molt.

## Relació de directors, redactors i col·laboradors
- President de la Societat: Pedro Fusté Biel
- Redactors: Pedro Fusté Biel, M. Ibañez Blasco, Teodor Creus y Corominas, Federico Rahola, José Beltrán Musitu, M. Marqués.
- Col·laboradors: L. Domènec Poch, F. Coll, D. Leoncio Soler March (Diputat a les Corts per Manresa), D. José Zulueto (Diputat a les Corts per Vilafranca del Penedès), Hermenegildo Gorría, Joaquín Sostres y Rey, Trinidad M. Oms, Pablo Barbé Huguet.
- Redacció i Administració: Fomento del Trabajo; C/ San Pedro, 26 (fins a l'agost de 1907) - Fomento del Trabajo; Plaça Verdura (setembre 1907)

Impressió: OLIVA, Impressor
| Fomento del Trabajo: revista mensual órgano de la Sociedad del mismo nombre, de Villanueva y Geltrú (1906-1907) |                      |
| --- | -------------------- |
| TIPUS | Revista il·lustrada  |
| LLENGUA | Castellà i català    |
| DATA DE PUBLICACIÓ                                                                                              | Maig 1906            |
| DATA DE DISSOLUCIÓ                                                                                              | Setembre 1907        |
| PRESIDENT DE LA SOCIETAT                                                                                        | Pedro Fusté Biel     |
| ESTAT | Espanya              |
| PERIODICITAT | Mensual              |
| TEMA | Economia i indústria |
| IMPRESSIÓ | OLIVA, Impressor     |